# Lilo & Stitch (franchise)

Logo del franchise

Lilo & Stitch è un media franchise della Disney che è iniziato nel 2002 con l'uscita dell'omonimo film d'animazione scritto e diretto da Chris Sanders e Dean DeBlois. Il successo critico e commerciale combinato del film originale, che era una rarità per lo studio d'animazione della compagnia nei primi anni 2000, ha portato a tre film sequel direct-to-video, due cortometraggi, tre serie televisive animate, diversi videogiochi, alcune attrazioni del parco a tema e varie mercanzie.
Il franchise si concentra principalmente sulle avventure del duo eccentrico e malizioso titolare; una ragazzina hawaiana orfana di nome Lilo Pelekai (doppiata da Daveigh Chase nella maggior parte dei media) e una creatura extraterrestre artificiale originariamente chiamata Esperimento 626, che adotta e nomina Stitch (doppiato da Chris Sanders in tutti i media eccetto per le due serie TV prodotte in Asia). Stitch fu originariamente progettato geneticamente per causare il caos e la distruzione attraverso la galassia, ma fu riabilitato dalla ragazza della Terra grazie al concetto hawaiano di 'ohana, o famiglia. La maggior parte del sequel e spin-off del franchise coinvolge anche molti esperimenti genetici simili a Stitch, che tratta come "cugini", mentre i film del franchise e le prime serie televisive fanno frequenti riferimenti al musicista americano Elvis Presley (che era popolare alle Hawaii, dove ha realizzato tre film e tenuto numerosi concerti di successo), usando la sua musica e talvolta le sue immagini nei film.
Il successivo spin-off pubblicato dopo il 2006, la serie animata anime/giapponese Stitch! e la serie animata cinese Stitch & Ai, separa Stitch da Lilo (che successivamente viene abbandonata come personaggio principale che ormai è adulta), e la sostituisce con diverse ragazzine umane che lo portano con le loro famiglie, tra cui Yuna Kamihara e Wang Ai Ling. L'anime è stato prodotto da un equipaggio completamente diverso dal franchise originale, mentre la serie cinese è stata parzialmente prodotta da animatori americani, compresi quelli che hanno lavorato alla serie animata Lilo & Stitch. Né l'anime né la serie cinese presentano alcun cast vocale originale dei quattro film o della prima serie TV.

## Film

### Serie originale

#### Lilo & Stitch(2002)
Uno scienziato pazzo extraterrestre di nome Dr. Jumba Jookiba (doppiato da David Ogden Stiers) viene messo sotto processo per aver creato illegalmente creature che causano caos e distruzione. Il suo ultimo esperimento è Esperimento 626 (Chris Sanders): un piccolo alieno blu con quattro braccia, due gambe e antenne che è ingannevolmente forte e indistruttibile. 626 (pronunciato "sei-due-sei") viene condannato all'esilio, mentre lo stesso Jumba viene imprigionato. Tuttavia, 626 sfugge alla custodia, ruba una nave della polizia e si dirige verso il pianeta Terra. Jumba viene inviato in missione per recuperare la sua creazione insieme a un socio a bordo, l'esperto di Terra agente Pleakley (Kevin McDonald), che è costretto a seguirlo per tenerlo d'occhio.
Mascherato da cane, 626 viene adottato da una tenera e adorabile bambina hawaiana di nome Lilo Pelekai (Daveigh Chase) che vive con la sorella di 19 anni, Nani (Tia Carrere). Lilo è sola e un po' reietta finché non trova un nuovo amico in 626 che lei chiama "Stitch".

#### Provaci ancora Stitch!(2003)
L'ex capitano Gantu (Kevin Michael Richardson) viene ingaggiato dal malvagio Dr. Hämsterviel (Jeff Bennett) per recuperare i rimanenti 625 esperimenti. Nel frattempo, sulla Terra, Stitch non si sta ancora adattando, ma quando i guai arrivano attraverso la forma di Esperimento 221 (Frank Welker), lui e Lilo devono unirsi per fermare la sua furia elettrica. Nel frattempo, Gantu finisce con un nuovo alleato, Esperimento 625 (Rob Paulsen), ma è contrariato dal suo comportamento pigro e dall'amore per i sandwich.

#### Lilo & Stitch 2 - Che disastro Stitch!(2005)
Lilo e i suoi compagni di classe si stanno preparando per una competizione di hula in cui il vincitore si esibirà al festival locale del Primo Maggio. Ogni studente è tenuto a creare una danza originale. Mentre si prepara per la competizione, il passato di Stitch torna a perseguitarlo. Sembra che dopo la creazione di quest'ultimo, Jumba non abbia avuto la possibilità di caricare completamente le molecole di Stitch prima che venissero arrestati. Inizialmente, questo glitch fa in modo che Stitch ritorni alla sua vecchia programmazione distruttiva che lo porterà all'autodistruzione se Jumba non può creare un po' di ricarica prima che l'energia di Stitch finisca.

#### Leroy & Stitch(2006)
Dopo tre anni, la loro missione di catturare tutti e 624 esperimenti e riproporli sulla Terra è stata completata, così Lilo e la sua famiglia sono onorati come eroi dall'Alleanza Galattica. Nonostante in origine abbiano rifiutato le loro nuove posizioni offerte per stare con Lilo, Stitch e l'equipaggio si separano per vivere le loro ambizioni. Tuttavia, dopo che Gantu libera Hämsterviel dalla sua prigione, creano un nuovo esperimento, Leroy (Chris Sanders), una sorta di doppelganger rosso e gemello malvagio di Stitch. Lilo e Stitch devono riunirsi e unire ogni singolo esperimento per combattere Leroy e il suo esercito di cloni duplicati.

### Remake live-action

#### Lilo & Stitch (2025)
Il 3 ottobre 2018, L'Hollywood Reporter ha riferito che Disney sta sviluppando un film remake live-action / CGI di Lilo & Stitch con Dan Lin e Jonathan Eirich e che co-produce Ryan Halprin. Mike Van Waes sta scrivendo la sceneggiatura.
Il 9 agosto 2024 durante il D23 viene annunciato che il film uscirà il 21 maggio 2025 con un teaser poster.

## Cortometraggi

### Le origini di Stitch(2005)
In questo cortometraggio incluso nel DVD di Lilo & Stitch 2, che funge da ponte tra quest'ultimo e Provaci ancora Stitch!, Stitch scopre il computer di Jumba e ha paura di scoprire che mostro sia, solo per Jumba che viene e spiega come ha trovato l'amore quando ha incontrato Lilo. Gli altri esperimenti sono anche menzionati.

### Stitch Meets High School Musical(2007)
Stitch e un certo numero di personaggi di Lilo & Stitch giocano a una partita amichevole di basket e poi ballano in "We're All in This Together" di High School Musical. Questo cortometraggio è andato in onda su Disney Channel Japan nel 2007 ed è stato successivamente pubblicato a livello internazionale nel 2008 sul set di DVD a 2 dischi di High School Musical 2.

## Serie televisive

### Lilo & Stitch(2003–2006)
Continuando dove Provaci ancora Stitch! è stato interrotto, Lilo e Stitch hanno il compito di raccogliere il resto degli esperimenti mancanti di Jumba, cambiandoli dal male al bene e trovando l'unico posto in cui appartengono veramente. Nel frattempo, l'ex capitano Gantu e il suo partner riluttante, Esperimento 625, cercano di catturare gli esperimenti per l'imprigionato Dr. Hämsterviel.
In esecuzione per un totale di 65 episodi in due stagioni, La serie si è conclusa con il film Leroy & Stitch.

### Stitch!(2008–2015)
La serie anime presenta una ragazza giapponese di nome Yuna Kamihara (doppiata da Eden Riegel nel doppiaggio inglese) al posto di Lilo, ed è ambientata su un'isola immaginaria al largo delle coste di Okinawa anziché delle Hawaii. Le prime due stagioni sono state animate e co-prodotte dalla casa d'animazione giapponese Madhouse, mentre la terza stagione e due speciali televisivi post serie sono stati animati da Shin-Ei Animation. Sebbene la serie sia andata molto bene in Giappone, ha ricevuto solo elogi moderati ovunque. 86 episodi (tra cui tre speciali) sono stati realizzati dal 2008 al 2011, mentre due speciali post-serie sono stati rilasciati nel 2012 e nel 2015.
Ambientato anni dopo gli eventi di Leroy & Stitch, l'anime vede Stitch (ora doppiato da Ben Diskin) aver lasciato Lilo dopo che è andata al college. Finisce sull'isola fittizia di Izayoi dove incontra Yuna, una ragazza maschia che vive con sua nonna (Gwendoline Yeo) e pratica il karate. Stitch fa amicizia con Yuna, Jumba (Jess Winfield) e Pleakley (Ted Biaselli) più tardi si ricongiungono con Stitch, e i tre alieni si trasferiscono con la famiglia di Yuna. Nelle prime due stagioni, Stitch cerca di fare 43 buone azioni per placare una pietra magica che può esaudire i desideri, con Stitch che vuole diventare l'essere più forte dell'universo. Nel frattempo, Hämsterviel (Kirk Thornton), che è in grande alleanza con Gantu (Keith Silverstein) e Esperimento 625 / Reuben (Dave Wittenberg), vuole sconfiggere Stitch e prendere le sue buone azioni per ottenere il massimo potere. Entro la fine della seconda stagione, tuttavia, Stitch perde la sua motivazione per esaudire il suo desiderio, decidendo che vivere con Yuna è meglio che essere il più forte nell'universo.
Nella terza stagione, Yuna, Stitch e gli altri alieni si trasferiscono in una città chiamata Okinawa New Town con la cugina di Yuna, Tigerlily (Laura Bailey). Nel frattempo, Hämsterviel collabora con una donna aliena malvagia di nome Delia (Mary Elizabeth McGlynn), che desidera recuperare una cellula di potere all'interno di Stitch, eventualmente per creare un suo potente esperimento. Anche Lilo torna in un episodio di questa stagione per una breve riunione con Stitch.

### Stitch & Ai(2017)
Si svolge a Huangshan, nella provincia di Anhui, in questa serie animata di 13 episodi cinesi, Stitch (doppiato da Ben Diskin nella versione inglese, che riprende il suo ruolo dall'anime) e una ragazza locale di nome Wang Ai Ling (Erica Mendez). La serie prodotta in inglese con la collaborazione di animatori americani, è stata animata da Anhui Xinhua Media e Panimation Hwakai Media e ha iniziato a essere trasmessa su CCTV-14 con un doppiaggio in cinese mandarino il 27 marzo 2017. La versione originale inglese venne in seguito trasmessa nel sud-est asiatico nel febbraio 2018 e pubblicata negli Stati Uniti sul servizio DisneyNow il 1 ° dicembre 2018.
Ambientato dopo Leroy & Stitch ma prima degli eventi dell'anime Stitch!, la serie cinese mostra che Stitch è stato catturato da una banda criminale dallo spazio che vuole usarlo come un proprio esperimento genetico distruttivo, ma sfugge quando una banda rivale vuole anche che attacchi la nave in cui è stato trattenuto. Il piccolo alieno blu si rifugia sulle montagne di Huangshan, dove incontra Ai, una ragazza vivace la cui zia Daiyu (Laura Post) vuole trasferire Ai da sua sorella Jiejie e la loro casa di montagna in una città. Stitch si unisce alla famiglia di Ai come suo nuovo "cane", con Jumba (Jess Winfield, che riprende anche il suo ruolo dall'anime) e Pleakley (Lucien Dodge) che si unisce a loro dopo essere stato inizialmente inviato a salvare Stitch. Mentre Stitch aiuta Ai a rimanere in montagna e lei lo aiuta a scongiurare le bande spaziali che continuano a inseguirlo, Jumba è preoccupato che una capacità segreta della metamorfosi che ha programmato in Stitch che trasforma l'esperimento in un gigante distruttivo potrebbe essere scatenata se i criminali troveranno un modo per manipolarlo inconsciamente per innescarlo.

## Videogiochi
- 2002 - Lilo & Stich (Game Boy Advance);
- 2002 - Lilo & Stitch Pinball (Microsoft Windows);
- 2002 - Lilo & Stich: Grossi guai alle Hawaii (PlayStation, Microsoft Windows);
- 2002 - Stitch: Esperimento 626 (PlayStation 2);
- 2004 - Lilo & Stitch 2: Hämsterviel Havoc (Game Boy Advance);
- 2005 - Kingdom Hearts II (PlayStation 2);
- 2009 - Stitch Jam (Nintendo DS);
- 2010 - Kingdom Hearts Birth by Sleep (PlayStation Portable);
- 2010 - Stitch Jam 2 (Nintendo DS);
- 2019 - Kingdom Hearts III (PlayStation 4, Xbox One).